# Ramón Mujica Pinilla
Ramón Elías Mujica Pinilla (Lima, 22 de marzo de 1956) es un antropólogo, historiador y docente universitario peruano. Investigador del arte y la cultura del Perú colonial. Fue director de la Biblioteca Nacional del Perú (2010-2016).

## Biografía
Hijo de Manuel Mujica Gallo (diplomático, banquero, industrial y escritor) y Marisa Pinilla Sánchez-Concha (hermana del cónsul español en el Perú).
Cursó sus estudios escolares en la American International School de Viena;  en la American School de Madrid y en el Colegio Franklin Delano Roosevelt de Lima. Luego cursó estudios superiores, en la especialidad de Antropología Histórica, en la New College of Florida (Sarasota, Florida, Estados Unidos). Hizo estudios de postgrado en la Universidad Nacional Mayor de San Marcos de Lima.
Fue profesor de Antropología Religiosa en la Universidad Femenina del Sagrado Corazón (1982), de Etnografía Andina en la Pontificia Universidad Católica del Perú (1983-1984) y de Cosmología en la Universidad de Lima (1985-1986). Actualmente es profesor de Historia del Arte en la Universidad de San Marcos.
Organizó en Lima el Primer Congreso Sudamericano de Philosophia Perennis o Religiones Comparadas (1985). Ganó la beca para hispanistas concedida por el Ministerio de Asuntos Exteriores de España (1988 y 1995). Fue asesor del Museo de la Nación del Perú (1995).
Es director vitalicio de la Fundación Miguel Mujica Gallo, Museo Oro del Perú y Armas del Mundo; miembro del consejo directivo de la Sociedad Peruana de Estudios Clásicos (desde 1997); y miembro de número de la Academia Nacional de la Historia.
En septiembre de 2010, bajo el segundo gobierno de Alan García, fue nombrado director de la Biblioteca Nacional del Perú. En su gestión se realizó el primer Inventario general de los fondos antiguos y valiosos, y se lanzó la campaña «Se buscan libros perdidos de la Biblioteca Nacional del Perú».  En el 2016, ya bajo el gobierno de Pedro Pablo Kuczynski, presentó su renuncia, aduciendo el poco apoyo dado por el Ministerio de Cultura del Perú en su lucha contra la corrupción y el tráfico de bienes del patrimonio bibliográfico de la Nación.

## Publicaciones
- Libro sobre artesanía peruana para la Enciclopedia de las artesanías iberoamericanas (1989)[1]
- El collar de la paloma del alma: amor sagrado y amor profano en la enseñanza de Ibn Hazm de Córdoba y de Ibn Arabi de Murcia (Madrid, 1990)[1]
- Ángeles apócrifos en la América virreinal (1992).[1]
- Rosa limensis: Mística, política e iconografía en torno  a la patrona de América (Lima, 2001)[5]
- La imagen transgredida: estudios de iconografía peruana y sus políticas de representación simbólica. (Lima, Fondo Editorial del Congreso del Perú, 2016), 721 p.

Coordinó también la edición de algunos tomos de la colección Arte y Tesoros del Perú: Barroco 1 y 2; Visión y Símbolos: del virreinato criollo a la Republica Peruana.